# 구은사
구은사(九隱祠)는 조선 단종의 복위를 도모하기 위해 은거한 구은사(九隱士, 생육신인 김시습 외 8인)의 위패를 모신 사당이다. 대한민국 강원특별자치도 철원군 근남면 호국로 7003-23 (사곡리)에 위치하고 있다. 2016년 9월 27일 철원군의 향토문화유산 제1호로 지정되었다.

## 개요
1455년 세조이 단종의 왕위를 찬탈하자 생육신의 한 사람인 김시습과 조상치, 그리고 영해 박씨 칠의사(七義士)인 박도, 박제, 박규손, 박효손, 박천손, 박인손, 박계손 등이 단종 폐위에 한탄하고 불사이군(不事二君)의 충절심을 함께 모아 근남면 사곡, 육단, 잠곡리 일대에 은거하며 단종 복위를 도모하던 중 사육신 사건으로 뜻을 이루지 못하고 전국으로 흩어져 뜻을 이루지 못했다. 이후 순조 18년(1818년) 영해 박씨 후손들과 관내 사림의 발의를 통해 이들을 구은사(九隱士)라 하고 이들의 충절심을 후세에 전하고 넋을 추모하기 위해 창건되었다. 그러다 1864년 흥선대원군의 서원철폐령에 의해 철거되었다가 고종 3년(1894년) 이 터에 설단(設壇)하여 구현(九賢)을 다시 배향하였다.
이후 1921년에 중건되었으나 한국 전쟁의 와중에 사우가 완전 소실되어 제향이 중지되다가 1960년 박규손의 15대손 박재민의 발의로 초막동에서 김화군수의 초헌으로 노천봉행(露天奉行)되었다. 1971년에 가사우(假祠宇)를 부설하고 차례를 이어 오던 중 1977년 재경 박일홍 선생의 발의로 영해 박씨 후손과 사림제현(士林諸賢)의 찬조로 신 사우(新 祠宇)를 중건하고 9월의 상정일(上丁日)에 준공 및 추계제향(秋季祭享)을 올렸다. 구은사 제향은 매년 음력 3월과 9월 상정일에 봉행된다.

## 참고 문헌
- 철원군수, 1992, 철원군지(1610p, 2274p)
- 강원일보사 출판국